# Scaptotrigona mexicana
Scaptotrigona mexicana är en biart som först beskrevs av Guérin-Méneville 1845.  Scaptotrigona mexicana ingår i släktet Scaptotrigona och familjen långtungebin. Inga underarter finns listade i Catalogue of Life.